# Municipio de Lockwood (Dakota del Sur)
El municipio de Lockwood (en inglés: Lockwood Township) es un municipio ubicado en el condado de Roberts en el estado estadounidense de Dakota del Sur. En el año 2010 tenía una población de 304 habitantes y una densidad poblacional de 4,58 personas por km².

## Geografía
El municipio de Lockwood se encuentra ubicado en las coordenadas 45°21′21″N 96°33′58″O / 45.35583, -96.56611. Según la Oficina del Censo de los Estados Unidos, el municipio tiene una superficie total de 66.38 km², de la cual 55,98 km² corresponden a tierra firme y (15,67 %) 10,4 km² es agua.

## Demografía
Según el censo de 2010, había 304 personas residiendo en el municipio de Lockwood. La densidad de población era de 4,58 hab./km². De los 304 habitantes, el municipio de Lockwood estaba compuesto por el 99,34 % blancos, el 0,33 % eran amerindios y el 0,33 % eran de una mezcla de razas. Del total de la población el 0 % eran hispanos o latinos de cualquier raza.